# Efekt świeżości
Efekt świeżości polega na silniejszym oddziaływaniu informacji, które nadeszły jako ostatnie (najświeższe), niż tych, które pojawiły się wcześniej. Efekt świeżości kontrastuje z efektem pierwszeństwa - zjawiskiem lepszego zapamiętywania informacji odbieranych na początku. 
Z efektem świeżości wiąże się zagadnienie zmieniania postaw. Badacze interesowali się, który z efektów będzie przeważać: efekt świeżości czy efekt pierwszeństwa. Zagadnienie to jest badane w ramach wpływu perswazyjnego i zmiany postaw.